# До відома: колонізована планета 5, Шикаста
«До відома: колонізована планета 5, Шикаста» (англ. «Re: Colonised Planet 5, Shikasta») або «Шикаста» (англ. Shikasta) — науково-фантастичний роман-антиутопія англійської письменниці Доріс Лессінг, який відкриває космічний цикл «Канопус в Аргосі», що складається з п'яти книг, що розповідає про протиборство трьох могутніх космічних імперій — Канопуса, Сіріуса і Путтіори. Це історія планети Шикаста (аналог планети Земля) з погляду Канопуса і представлена у вигляді «прикладу для студентів першого курсу канопейського колоніального правила». «Повна назва Колонізована планета 5: Шикаста». Назва «Шикаста» походить від слова на фарсі «шекастех», тобто Розбите.

## Зміст
Надається історія 3 цивілізацій. Канопус з сузір'я Корабель Арго (розповідь веде переважно його емісар Джохор), мешканці якого мають щось на кшталт колективного розуму і живуть мільйони років, Сіріус (менш розвинена) і Путтіора зі столицею на планеті Шаммат. Перші дві хороші й розумні, погана імперія — Путтіора. Інтереси всіх трьох стикаються на планеті Роханда (тобто «Квітуча» — назва Землі), що володіє дуже зручним становищем та умовами для розвитку життя. Цю планету оточують 6 метафізичних зон (подібних до космологічних площин), кожна з яких представляє різні рівні духовного буття.
Сіріус і Канопус ділять сфери впливу і проводять свої наукові досліди. Прискорюючи процес еволюції, Канопус стимулює появу на планеті племені людей («місцевих») і в якості наставників дає їм експортованих з іншої планети «велетнів». Вони постають тут своєрідними вчителями землян, расою більш давньою (так само як у міфах). Інопланетяни-велетні зображені як істоти, "для яких не існувало не тільки понять «зло» або «ворог», але навіть слів «опозиція», «протистояння». Водночас велетні зображені як виконавці волі більш розвинутої інопланетної цивілізації — Канопусу.
Між планетами встановлюється зв'язок, існує шлюз, через який на Роханду надходить «Субстанція-яку-ми-відчуваємо», що сприяє гармонійному і мудрому розвитку життя. Д.Лессінг пропонує художню гіпотезу про одухотворення первісних людей через втручання позаземних істот, котрі виводять землян на якісно новий духовно-інтелектуальний рівень, прилучивши їх до всезагального космічного розуму (у романі цей процес названо «Злукою»).
Космічні катастрофи й підступи Шаммата призводять до того, що шлюз закривається, субстанція виснажується, і золота доба людства закінчується. Починається біблійна історія, в якій доводиться хліб насущний добувати в поті чола свого, а дітей народжувати у хвороби своєї. В цілому тут повторюється та теорія припливів, що має коріння в одному з найбільш поширених вірувань про вічне знищення та відродження культури. Опис історії, що спрямовується посланниками з Канопуса, в цілому повторює основні фази тієї, що пропонується Старим Заповітом (потоп, шлюби з «янголами» тощо). В результаті такого розвитку — до кінця XX ст. людство перебуває на межі самознищення. З цього часу планета отримує назву Шикаста («Розбите»).
Посланці Канопуса забувають про свою місію — рятувати людство. На допомогу одному з них — Тафіку — прибуває на емісар Джохор, чиї реляції включені в текст розповіді. Він повинен подолати спокуси земного життя і виконати свою місію. Надалі в романі розповідаються історії людей, життя яких в тому чи іншому сенсі закінчилися крахом, через те, що посланець Тафік забув про своє призначення і не зміг в потрібний момент на них вплинути. Короткі, стислі до сторінки, рідко — двох.
У підсумку розпадається вже не Британська імперія, а вся Західна цивілізація. Китай фактично завойовує Європу, країни Третього світу в помсту за жахи колоніалізму відмовляються постачати продовольство колишнім господарям, майже всі природні ресурси виявляються безнадійно забрудненими. У Греції, при світлі смолоскипів на арені старовинного амфітеатру проходить Процес проти білої раси. Вирок однозначний: винні. Завершується роман ядерною катастрофою під час Третьої світової війни і повільним відродженням цивілізації в новому (старому, початковому) вигляді.

## Характеристика
Форма роману тісно пов'язана зі змістом: розповідаючи історію, дія якої простягається в величезних тимчасових рамках (мільйони років), Д.Лессінг відмовляється від лінійної стратегії оповіді і вдається до випробуваного прийому — розповіді від імені головного героя, що перемежовується з його звітами, витягами з наукоподібної «Історії Шикасти», щоденниками та листами героїв другорядних. Д.Лессінг пропонує художню модель телепатії як універсальної мови, зрозумілої всім розумним істотам системи Канопусу, котра, втім, мала певні обмеження.
Бачення світу, яке може здатися людині XXI століття дещо зайве похмурим, для свого часу, 1970-х років, було цілком закономірним: черговий етап ескалації Холодної війни, загроза застосування ядерної зброї, глибока духовна криза в самій Великій Британії, початковий етап стурбованості екологічною ситуацією.
Особливістю цього роману Д.Лессінг є найвищою мірою переконливе поєднання соціальної критики зі зверненням до проблеми міфу як сховища «забутої пам'яті» і розповідання історій як невід'ємної частини людського «буття-в-світі». Короткі оповідки з історії окремих персонажів підтверджують славу Лессінг, як письменниці, що володіє дивовижною здатністю до аналізу соціального розвитку суспільства, і природженого оповідача. Коріння тероризму, почуття невлаштованості, розрив між поколіннями, відчуття часу в різні етапи життя показані з дивовижною ясністю і точністю.
В романі поєднано ідеї християнства, юдаїзму (багато алюзій на Старий Заповіт), гностицизм, бахаїзм, суфізм. Останній у 1960-х роках зацікавилася сама авторка. Роман «Шикаста» акцентує на циклічності життя на Землі, на зміні епох та цивілізацій (подібний мотив в індійських ведах — день та ніч Брахми). Англійська письменниця осмислює зародження культів, вірувань і загалом фольклору як єдиний можливий спосіб збереження згадки про золоту добу, втрачену культуру та вищу расу вчителів у період психологічного зламу.
Д.Лессінг творчо осмислює ідею необхідності пізнання людиною власної сутності, усвідомлення мети свого життя й духовного зросту всупереч спокусам матеріального світу, засуджує дегенерацію сучасного суспільства. Апелюючи до міфів та апокрифів, акцентує на необхідності віднайти в собі справжню глибинне «Я», здатне відчувати еманації добра й божественної справедливості. Письменниця пророкує апокаліпсис сучасної цивілізації й повернення людства до рівня свідомості божественних істот через трансформацію світоглядних стереотипів й відновлення зв'язку зі світовим розумом.